# 魏達賢
魏達賢（英語：Malki Issa Addi，1917年3月1日—1992年3月29日），土耳其裔英國殖民地郵政官員，1971年3月至1977年3月擔任香港郵政司。
魏達賢任內主持重置中環畢打街郵政總局的工作，促成位於康樂廣場新填海土地上興建的新郵政總局在1976年落成啟用，而始建於1911年、充滿古典色彩的舊郵政總局也於同年拆卸。此外，他著力為香港郵政服務帶來革新，當中包括在1973年引入英國和美國以外首個特快專遞服務，以及在1974年引入快郵服務等。香港郵政局轄下的香港集郵部，也是在他主持下於1975年成立。
魏達賢在郵政司任內的最大爭議，是促成香港政府在1975年2月向立法局提交《郵政局草案》，試圖透過立法全面取締空運代理商和速遞公司送遞商業文件和信件的情況。可是，草案很快就遭受以香港美國商會和香港總商會等為首的商界的強大阻力，導致草案未能如期在同年3月提交立法局三讀通過。此後，隨著港府暫緩立法，草案的爭議一度沉寂下來。但是到1976年9月，港府再度提出計劃在同年10月把經修訂的草案提交立法局審議，結果再次引來商界反彈，並組織「反對郵政局草案特別委員會」阻止港府的立法工作。在商界猛烈批評下，港府最終在10月21日罕有地宣佈再次暫緩立法，意味有關的立法工作以失敗收場。
魏達賢早於1936年加入英屬巴勒斯坦託管地從事郵務工作，其後先後於非洲尼亞薩蘭、羅德西亞與尼亞薩蘭聯邦，以及東南亞的北婆羅州等地任職。他於1959年來港出任高級郵政會計主任，其後分別於1962年和1968年升任總郵政會計主任和副郵政司。1977年從港府退休後，魏達賢決定舉家移民美國加州，開辦太陽花旅行社，直到1992年逝世。

## 生平

### 早年生涯
魏達賢1917年3月1日生於鄂圖曼帝國（土耳其前身）馬爾丁省米迪亞特，他的父母分別名叫伊薩·阿迪（Issa Addi）和伊麗莎白·庫利（Elizabeth Khoury）。雖然土耳其是伊斯蘭國家，但魏達賢舉家信奉基督教，他早年獲安排到當時仍屬於英屬巴勒斯坦託管地（以色列和巴勒斯坦前身）的耶路撒冷，在一所名叫戈拜爾主教學校（Bishop Gobat School）的教會學校接受教育。

### 殖民地生涯
1936年中學畢業後，魏達賢於同年加入巴勒斯坦託管地政府，在郵政及電報署（Department of Posts and Telegraphs）擔任初級職務。巴勒斯坦託管地於1948年解散後，他調到英國政府臨時設於英屬塞浦路斯的巴勒斯坦帳目結算辦事處（Palestine Accounts Clearance Office），協助結算前巴勒斯坦託管地政府的帳目。魏達賢於巴勒斯坦生活期間取得巴勒斯坦籍，當他結束於塞浦路斯的工作後，又於1949年11月獲英國內政部批准歸化英籍，這使他得以留在英國政府，並於同年以臨時公務員身份暫調往倫敦的殖民地部總部工作。
1950年，魏達賢正式獲殖民地部指派到非洲尼亞薩蘭（馬拉威前身）出任助理郵政分局局長，其後於1952年和1955年分別升任助理會計主任和會計主任，任內於1954年至1956年借調到羅德西亞與尼亞薩蘭聯邦擔任存款監督。1957年，他調往北婆羅州殖民地政府，在當地的郵政及電報署擔任會計主任，兩年後於1959年進一步調往香港政府轄下的郵政局升任高級郵政會計主任。他在香港任職期間屢獲擢升，當中包括在1962年升為總郵政會計主任，以及在1968年接替升任郵政司的符偉略（C. G. Folwell）出任副郵政司。在任副郵政司期間，他曾署任郵政司一職，並且於1969年獲港府奉委官守太平紳士。

### 香港郵政司

#### 重置郵政總局
1971年3月，魏達賢接替開展退休前休假的符偉略出任郵政司，副郵政司一職由原本在東非郵政及電信管理署任職的潘富達（D. J. K. Bamford）空降出任。身為郵政司的他也身兼多項相關政府公職，當中包括電訊管理局局長、香港電訊委員會（Hong Kong Communications Board）主席、郵票設計諮詢委員會（Stamp Advisory Committee）主席、電話分配局（Telephone Allocations Committee）局長，以及電話業務諮詢委員會（Advisory Committee on Telephone Services）委員和電視諮詢委員會（Television Advisory Board）委員等職。

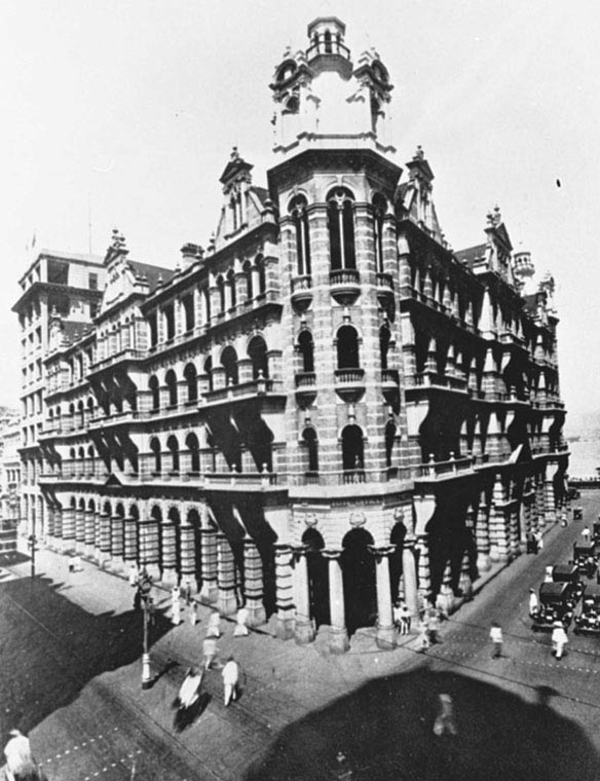
始建於1911年、位於中環畢打街的舊郵政總局於1976年拆卸

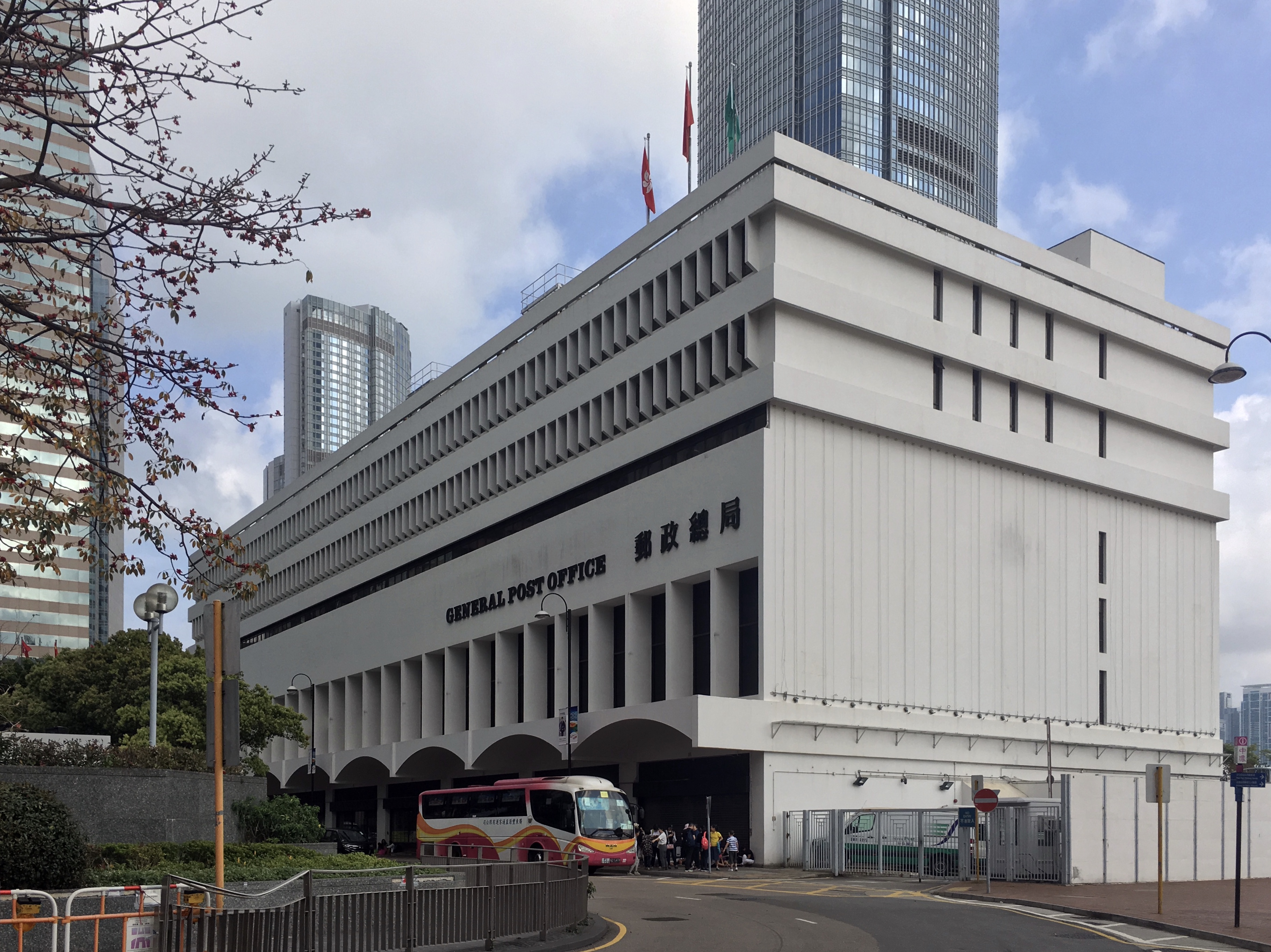
取而代之的是於同年落成啟用、位於中環康樂廣場新填海土地的新郵政總局

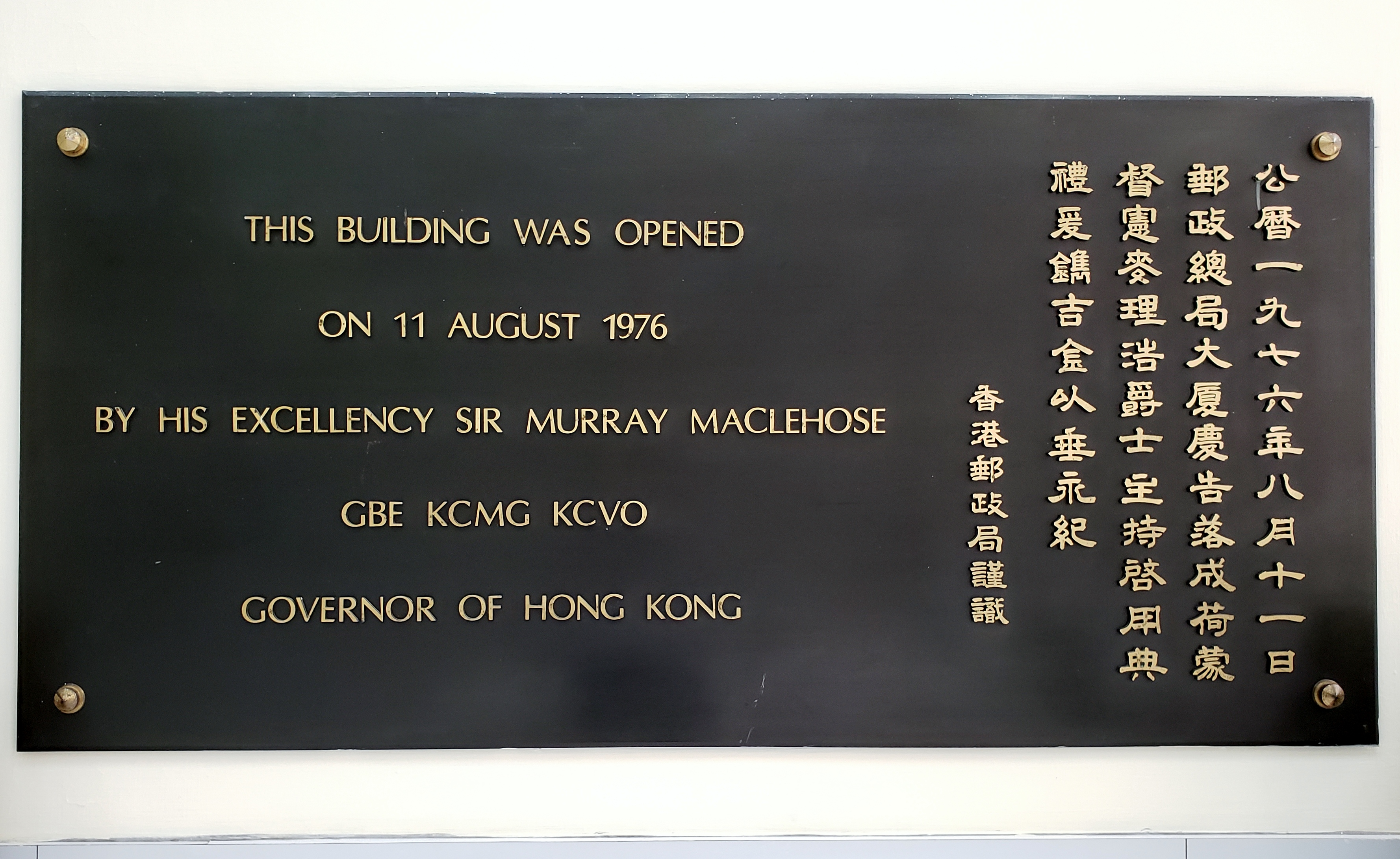
新郵政總局於1976年8月11日由香港總督麥理浩爵士主持啟用典禮

魏達賢任內，公眾對郵政服務的需求持續上升，單以郵件數量計算，郵政局每年處理的郵件總數由1971年的2.4億件增加至1977年的3.05億件；
同期郵局的數目也由59家增加至73家。在郵政服務不斷擴展的同時，中環畢打街郵政總局的去留問題也成為輿論焦點，這座早於1911年落成的大樓雖然充滿古典色彩，但大樓內部日久失修，結構老化，難以騰出空間裝配機械化的大型郵務設備，使得郵政總局仍要維持傳統方法以人手處理郵件。魏達賢1973年在郵政總局接受訪問時，也抱怨大樓的遊廊天花佈滿裂痕，令人擔心隨時有倒塌風險；而附近的建築工地每當有打樁工程，他的辦公室書桌都會不斷顫動，這使他甚至認為「……如果目前這座大樓能夠抵受最近的所有打樁工程，只是因為我們好運而已」。
在這個背景下，香港政府早於1969年已決定在香港島北岸中環天星碼頭和卜公碼頭之間的新填海土地上興建一座全新的郵政總局，但事實上當局要到魏達賢在1971年就任郵政司後，才正式委託英國郵政局轄下的英國郵政顧問服務局詳細研究和規劃新郵政總局的興建，另外又研究在對岸的九龍紅磡興建一座殖民地郵件轉運和揀信中心（Colony Transit and Sorting Office）。為解燃眉之急，魏達賢於1972年初把郵政總局的出入口包裹組搬到一街之隔干諾道中新填海土地上的臨時建築，以便郵政總局騰出更多空間集中處理郵件。同時間，原本橫跨干諾道中、連接郵政總局和新填海土地一道專門運送郵件的密封天橋（俗稱「桂河橋」），也相應安裝新的輸送系統以配合搬遷。
籌備經年後，新郵政總局正式於1973年4月動工興建，並於1976年落成，由時任香港總督麥理浩爵士於同年8月11日主持啟用典禮，而畢打街舊郵政總局停用後，最終於1976年底清拆，原址改作商業用途，發展成樓高27層的環球大廈，地底部份則用作興建地下鐵路中環站。另一方面，位於康樂廣場新填海土地的新郵政總局樓高五層、佔地逾15萬平方呎，大樓內的現代化設施包括一條長約1,000呎的郵袋輸送鏈帶系統、一個每小時可以從揀信組遞送45,000封郵件的輸送系統、以及一部每小時可以為25,000封郵件作出分類和加蓋郵戳的郵票蓋銷機。此外，新大樓提供12,400個郵箱，較舊大樓的6,700個郵箱多出接近一倍；其臨近維多利亞港的建築設計，也可以讓停靠的皇家郵政小輪自動裝卸郵件。新郵政總局啟用四十多年後，香港特別行政區立法會財務委員會於2018年10月通過撥款，把郵政總局搬往九龍灣的中央郵件中心旁邊，原址重建作商業及休憩用途，預計2023年可開始拆卸。
至於魏達賢任內研究興建的殖民地郵件轉運和揀信中心，其後改名為國際郵件中心，但興建計劃一再延期。直到1975年，港府才開展第一期工程，並遲至1976年11月正式開始打樁工程。位於紅磡的國際郵件中心最終於1980年6月落成啟用，惟當時魏達賢已經卸任。為配合香港鐵路公司沙田至中環綫的興建，中心於2014年3月正式關閉，並由九龍灣新落成的中央郵件中心取代。

#### 郵政局草案
魏達賢任內處理的另一項重大爭議，是參與《1975年郵政局草案》的立法工作，以企圖全面取締速遞公司送遞商業文件和信件的情況。長久以來，香港的郵政服務主要受《郵政局條例》（香港法例第98章）規管，該法例早於1926年制訂，並主要參照英國的《1908年郵政局法令》起草。條例雖然賦予郵政司擁有派遞信件的壟斷權力，但條例同時說明一些例外情況，例如私人信差受僱送遞關於寄件人或收件人的信件，則不受郵政司的壟斷權力所限。由於法例設有例外條款，加上法例沒有為「信件」（"letter"）立下清晰的定義，以致市面上一些空運代理商和速遞公司除了提供正常合法的包裹快遞和貨運服務，也藉法例存在的灰色地帶，受理商業文件和信件的速遞要求。同時間，郵政當局提供的送遞服務效率卻往往不及速遞公司，使到很多商業機構也樂於採用這些公司的速遞服務。
魏達賢十分重視他作為郵政司所享有的壟斷權力，在他擔任郵政司的日子，當局檢控非法送遞郵件的情況時有所聞，例如曾經有兩名印尼華僑在啟德機場抵港入境時，被搜出身上藏有一些按照法例理應透過郵政當局送遞的信件，其中一人事後被法庭判罰港幣40元，而另一人則未獲起訴。此外，郵政當局曾於1973年控告由港商鍾普洋引入的美國速遞公司DHL，指其送件服務侵害郵政司的壟斷權力，但主審裁判司認為案中速遞公司提供的服務無異於信差受僱為僱主送信，分別只是在於速遞公司是以有限責任公司的實體運作，因此屬於法例訂明不受郵政司壟斷權力所限的例外情況，結果判處當局敗訴。在隨後的上訴聆訊中，法庭認為法律上沒有已知的罪行可把涉案速遞公司定罪，於是把上訴駁回。針對有關案件，魏達賢批評法庭的判決等同把速遞公司送信合法化，甚至認為「如果任何人都可以當信差，哪又何來郵政司的壟斷權力？」雖然如此，考慮到當局正在檢討《郵政局條例》，郵政當局此後暫未再就同類情況提訴。
1975年2月5日，時任輔政司羅弼時（後為爵士）向立法局提交《1975年郵政局草案》作首讀和二讀。港府提交草案的理據，主要在於原有的《郵政局條例》自1926年制訂以來雖然曾作出多次修訂，但當中不少條文已經過時，未能切合現代需要，因此當局參照英國的《1953年郵政局法令》制訂草案，以取代和廢取原有條例。其中，草案訂明任何人透過空運代理商、航空公司、速遞員或其他政府郵政服務以外的途徑，攜帶或傳送重要商業文件和信件，即屬違法。此外，草案建議任何人侵犯郵政司的壟斷權力，一經定罪，最高可被判罰款港幣50,000元和監禁六個月，並要額外為每封違反法例的信件繳交港幣100元的罰款。相較之下，原有條例的最高罰則只是罰款港幣500元和監禁六個月，而且也不會對違法信件逐件罰款。
港府提交草案後，魏達賢曾多番向外界解釋草案的條文，試圖消除公眾疑慮。當中，他強調不論是根據現行條例還是建議中的草案，透過空運代理商或速遞公司送遞商業文件和信件，均屬犯法。郵政司在運送郵件方面所享有的壟斷權力，實際上與英國無異，甚至比美國更要寬鬆。對於香港有60多家空運代理商和兩家速遞公司被指從事不合法的送信業務，魏達賢認為基於法例從來都不容許空運代理商和速遞公司遞送信件，所以條例並不會損害有關業界正當的商業利益。此外，他指出除非有其他海外國家設有發牌制度，否則不論港府還是郵政司都從來沒有引入發牌制度的權力，讓私人速遞公司合法地送遞信件到海外；按照他的理解，世上也沒有國家設有這一種發牌制度，因此任何速遞公司把信件送到英美在內的海外國家，都有觸犯當地法律的風險。他還認為除了傳統的郵寄方法，寄送商業文件和信件到海外的合法途徑，其實包括由僱主自行安排僱員充當私人信差出國送信、把商業文件和信件隨同包裹或貨物一併附運、以及是選用郵政局提供的特快專遞（Speedpost）服務，可見商界沒有必要委託速遞公司送信。
然而，《郵政局草案》從一開始就遭受商界的普遍反對，反對聲音更主要來自香港美國商會、香港總商會、空運代理商、速遞公司和不少擁有海外業務的本地商家。早在草案提交立法局前夕，香港總商會更早於1975年1月牽頭組織特別委員會，結合商界不同持份者的聲音，向行政立法兩局非官守議員辦事處（UMELCO）表達希望可以繼續透過速遞公司送遞商業文件和信件的意願。草案2月提交立法局後，商界普遍認為草案條文模糊不清、難以執行和極其嚴苛，並質疑郵政司企圖透過草案讓郵政局壟斷商業文件的快遞業務市場，長遠會推高企業營運成本，迫使不少海外公司把設於香港的區域辦事處遷往他處，繼而危及香港作為區域商業中心的地位。儘管魏達賢推介商界善用郵政局提供的特快專遞，但商界反指特快專遞自1973年推出以來雖然已有一年多時間，但只涵蓋英國、美國和巴西三個國家，並不能照顧把商業文件速遞到特別是東南亞地區在內其他國家的需要，而且特快專遞相較於外間的速遞服務，通常都需要較長的時間送達，寄失的風險也較高。
除此以外，法律界也有聲音質疑魏達賢對現有法例的詮釋，並指出「基本上世上每一個國家，都承認空運代理商和速遞公司提供的服務是具有認受性的」，「儘管郵政壟斷權幾乎存在於所有英聯邦國家，但出於商貿利益，空運代理商和速遞公司處理商業文件和信件，向來都獲認可為例外情況」。有關的法律意見進一步指出，在其他地方，郵政當局定義「信件」的時候通常會豁免商業文件和信件，方法包括根據郵件的重量限制郵政壟斷權、豁免傳遞關於寄件人或接件人的事務的文件和信件、以及豁免信差受僱從事有關的傳遞工作等。可是新的草案一旦通過，所有空運代理商和速遞公司寄送、轉運和接受商業文件和信件的行為，將被明確地視為非法；而除特定情況外，郵政當局以外的任何人士，也一概不得運送文件出入香港。
面對商界和法律界的批評，魏達賢在2月19日透露草案的三讀日期已由原來的2月26日押後至3月19日，讓進出口代理商、空運代理商和市政局議員等各界持份者有更多時間就草案提交意見。然而，礙於強烈反對，當局並沒有如期在3月19日把草案提交立法局三讀。5月28日，消息傳出當局將會對草案作大幅度修訂，當中包括對於商界僱用私人信差作出讓步，以便儘快在下一次立法局會議提交經修訂的草案。數天後，立法局議員與商界代表於6月5日在兩局非官守議員辦事處開會商討草案，但沒有得出結果。此後，港府暫緩了有關的立法工作，而草案引起的社會爭議也一度沉寂下來。
一年多後，港府突於1976年9月把重新修訂的草案提交商界省覽，同時透露會在10月27日把草案提交立法局三讀通過成為法律，引來商界反彈。在總商會號召下，十五個工商團體在同年10月組成「反對郵政局草案特別委員會」（Ad Hoc Committee against the Post Office Bill），並於10月14日召開會議，會上通過於10月20日在富麗華酒店舉行公開講座，邀請社會各界就新修訂的草案發表意見。特委會也有邀請魏達賢出席公開講座，但他在10月19日覆函表示，立法局非官守議員已組成特別委員會，與商界各代表組成的委員會商討草案的修訂，因此郵政當局並不適宜派員參與有關的公開講座。魏達賢還在覆函中指出，兩局非官守議員辦事處一直有針對草案聽取不同界別的意見，最近一次會面在10月7日舉行，而有關的會面仍會繼續。
10月20日，超過500名主要來自商界的代表出席特委會在富麗華酒店舉行的公開講座，與會代表不乏來自泛美世界航空、太平洋行、和記國際和九龍倉等大型企業。他們對新修訂草案的主要批評包括，草案准許透過商業空運方式傳遞「定期製作」的數據處理資料，以及一些「不可轉讓的財務文書」（non-negotiable financial instruments），但草案既沒有定義何謂「定期製作」，也沒有豁免其他財務分析和報告；至於所有本應夾附於財務文件、數據處理資料、圖則及技術資料的摘要說明文件，卻一概只可透過郵政當局郵遞。針對海上貨運，草案禁止透過商業空運方式傳遞出口商文件，卻准許透過商業空運方式傳遞其他船務文件，但條件是有關的貨運目的地與香港的距離不可多於2,500英里。這促使有與會者擔心貨物由貨船付運到目的地後，相關的出口商文件卻仍在郵遞途中，造成延誤。
新修訂草案對於「信件」的定義，是公開講座的另一討論焦點。有鑑於新修訂草案把書本、影帶和其他按常理不被視為信件的物品一概界定為「信件」，當中又只准許每本重量超出4磅的書本透過商業空運方式傳送，與會者擔心如此複雜的條文容易導致企業的前線員工誤墮法網；而海外企業、團體和個人委託空運代理商或速遞公司從外地傳遞商業文件和信件到香港，也可能因為不熟悉本地法例而犯法。就此，出席公開講座的御用大律師烈顯倫甚至批評，草案在郵政司的詮釋下隨時可以把近至餐牌、遠至墓碑的物件都一概界定為「信件」。與會者最後在公開講座上達成共識，認為草案條文並不理想，並同意由特委會就草案內容約見與港府商討。
在特委會舉行公開講座後翌日，港府突然於10月21日宣佈押後草案的二讀和三讀，強調會先研究工商各界的態度才會作進一步修改，但當局並於有說明會否無限期押後或全面撤回草案。10月25日，政府發言人回覆外界就草案提出的十六條問題時表示，鑑於草案的二讀和三讀已經押後，加上港府正跟兩局非官守議員辦事處商討草案事宜，因此郵政司再沒有補充。隨著《郵政局草案》沒有如期在10月27日提交立法局，有關的爭議漸告平息，而港府最終也再沒有把草案提交立法局，意味草案實際上已壽終正寢。

#### 其他郵政革新
魏達賢任內著力為香港郵政服務帶來革新，這使得有權威雜誌曾於1976年初讚揚香港的郵政服務屬於亞洲最佳，而且最為廉宜。在眾多革新當中，較重要的包括在1973年9月率先引入特快專遞（Speedpost）服務，使香港成為美國和英國以外首個推出特快專遞服務的地方。首份選用香港特快專遞服務的包裹於同年9月10日由香港寄出，並於英國時間9月11日中午送抵倫敦。為隆重其事，當時正在英國休假的魏達賢還親自前往英國郵政總局，權充郵差把包裹轉交予首位特快專遞客人，即渣打銀行集團總經理賈乃涵（Peter Graham，後為爵士）。香港的特快專遞服務在1973年9月引入之初，覆蓋範圍只限英國，但未幾便於同年擴展至美國，其後於1974年和1975年擴展至巴西和日本，並於1976年進一步延伸至比利時、法國、澳洲和荷蘭四國。
此外，郵政局於1974年進一步引入接通近百個國家的快郵（Express mail）服務，為投寄海外郵件提供另一個更便捷的選擇。同年，郵政局也曾經引入一個稱為快速平郵（accelerated surface post）的服務，透過善用航機運送空郵郵件後剩餘的空間，一併運送平郵郵件；雖然郵寄時間比空郵慢，但收費卻比空郵便宜，惟服務初時只適用於透過平郵投寄往英國的印刷品。另一邊廂，郵政局昔日需要依賴皇家郵政小輪定時往返香港島和九龍以運送郵件，但隨著紅磡海底隧道於1972年通車，有關定期服務終告於1974年停辦。為提昇郵政服務水平，魏達賢任內還邀請英國郵政當局的退休資深人員來港，負責審視員工培訓政策，並在原有的員工基本培訓課程以外，為各階層郵政人員引入新的培訓課程，以加強員工在顧客服務等方面的技能。除了本地的訓練課程，他更安排華籍郵務官員前赴海外深造，增長郵務知識，為將來晉升更多華籍郵務官員作出準備。
儘管在郵政服務方面推陳出新，但魏達賢在郵政司任內對郵政局脫離政府獨立的建議卻大表反對。對於港府委託麥健時公司在1973年發表的《麥健時報告書》建議郵政局脫離政府自負盈虧，他曾於1976年5月接受訪問時透露港府已經否決有關建議，理由是此舉將導致港府不能把郵政局每年錄得的盈餘用於其他公共開支。魏達賢本人則認為，郵政局一旦脫離港府獨立運作，將會增加市民的郵費負擔，故有關建議完全不切實際。多年後香港郵政於1995年成立營運基金，實行自負盈虧，但體制上仍然屬於政府部門。
在郵票方面，郵政局在魏達賢任內於1973年6月推出第三輯英女皇伊利沙伯二世通用郵票，新一輯通用郵票由時任政府新聞處藝術總監許敬雅設計，初時面值由港幣一角至20元共14款，以取代上一款自1962年發行的第二輯「女皇頭」通用郵票。另外，郵政局在魏達賢任內合共發行了20款紀念郵票（其中七款由香港設計師靳埭強設計），當中除了包括每年農曆新年發行的生肖紀念郵票，其他主題尚包括有1971年和1973年分別發行的兩套香港節紀念郵票、1972年發行的女皇銀婚紀念郵票、1973年發行的安妮公主結婚紀念郵票、1974年發行的萬國郵盟100周年紀念郵票、1975年發行的英女皇訪港紀念郵票、1976年發行的新郵政總局紀念郵票、以及1977年初發行的女皇登基銀禧紀念郵票等。為進一步培育香港社會的集郵風氣，魏達賢又於1975年1月16日主持成立香港集郵部（Hong Kong Philatelic Bureau），集郵部最初設於當時尚未重建的中環郵政總局，並邀得香港集郵會會長狄慕德（C. D'Almada e Castro）和中國郵學會理事長蕭作斌共同主持揭幕。
隨著文化大革命步入尾聲，魏達賢任內也開展跟中國大陸的交流。1976年2月26日，廣州市郵政局副局長趙永壽應魏達賢邀請，率領廣州市郵政代表團來港考察，與業務部門交換意見，留港七天後於3月3日返穗。翌年2月28日至3月4日，魏達賢復率領七人代表團回訪廣州，拜會廣東省郵政當局，就郵政服務機械化等事宜交流。他返港後以「富有成果」形容其廣州之行。

### 晚年生涯
就在港府再一次押後《郵政局草案》後不久，港府發言人於1976年11月8日宣佈魏達賢將於1977年3月開展退休前休假，而郵政司一職將由副郵政司潘富達接替。事實上，魏達賢到1977年3月已屆60歲的正常退休年齡，為肯定他在港府服務多年的表現，他於榮休的時候獲兩名來自加拿大的高級郵務官員來港送別，英廷更於同年6月向他頒授一面英女皇伊利沙伯二世銀禧獎章。
魏達賢1977年3月退休後，即於同年舉家移民美國，落戶加州橙縣市鎮紐波特灘，並立即於附近的科斯塔梅薩開辦家族經營的太陽花旅行社（Sunflower Travel），自任主席，專營代理出發往夏威夷和墨西哥的旅行團，以及代購機票和遠洋郵輪船票。1992年3月29日，魏達賢在當地逝世，終年75歲。他身後，旅行社的業務由其中一名兒子腓特烈繼承；然而，經歷主要航空公司多次大副削減旅行代理商售賣國內航線機票所賺取的佣金，導致其旅行社陷入經營困難，最終約於2004年結業。

## 個人生活
魏達賢信奉基督教，他於1944年娶愛麗絲·唐努爾日（Alice Tannourji）為妻，兩人育有一女兩子，分別是阿里耶特（Ariette）、薩爾貢（Sargon）和腓特烈（Frederick）。他生前是倫敦皇家英聯邦學會、香港會和英皇御准香港賽馬會終身會員，另外也是洛杉磯的喬納森俱樂部（The Jonathan Club）會員。

## 榮譽
- 官守太平紳士（JP）（1969年[2]）
- 英女皇伊利沙伯二世銀禧獎章（1977年6月[2]）

## 附註
1. ↑  香港政府在1979年8月公布，「郵政司」的中文名稱改稱「郵政署長」；其主管部門「郵政局」的中文名稱相應改稱「郵政署」；其總部「郵政總局」的中英文名稱維持不變；但其轄下各「郵政分局」則通稱「郵政局」。[1]

## 注腳
1. ↑  〈潘富達繼任郵政署長〉（1979年8月21日）
2. 1 2 3 4 5 6 7 8 9 10 11 12 13 14 15 16  Who's Who in California: The Fourteenth Edition 1983 (1983), p.3.
3. 1 2 3 4 5 6 7  Lee (1966), p.5.
4. 1 2 3 4 5 6 7  The Colonial Office List (1966), p.186.
5. ↑  "Issue 38785 （页面存档备份，存于）", London Gazette, 16 December 1949, p.5956.
6. 1 2 3  〈符偉略明春將退休，魏達賢繼任郵政司〉（1970年12月30日）
7. ↑  〈潘富達升郵政司〉（1976年11月9日）
8. 1 2  Hong Kong Annual Report 1971 (1972), p.174.
9. 1 2  Hong Kong Annual Report 1977 (1978), p.148.
10. 1 2 3 4  〈郵政總局新廈四月動工〉（1973年2月19日）
11. 1 2 3 4 5 6 7  Hutcheon (12 March 1973)
12. 1 2  〈關於我們：舊郵政總局大樓〉（造訪於2019年8月8日）
13. 1 2 3  Hong Kong Annual Report 1971 (1972), p.175.
14. 1 2  Hong Kong Annual Report 1972 (1973), p.145.
15. 1 2 3 4 5  Hong Kong Annual Report 1976 (1977), p.148.
16. ↑  〈重置郵政總局 16億撥款獲通過〉（2018年10月20日）
17. ↑  Hong Kong Annual Report 1973 (1974), p.145.
18. ↑  Hong Kong Annual Report 1975 (1976), p.141.
19. 1 2  〈為紀念國際郵件中心三月八日關閉而發行的正式紀念封和立體卡（附圖）〉（2014年2月21日）
20. ↑  〈關閉國際郵件中心郵政局〉（2014年2月28日）
21. 1 2 3 4 5 6 7 8 9 10 11 12 13 14 15 16 17 18 19  Earnshaw (23 February 1975)
22. 1 2 3  Official Report of Proceedings (5 February 1975)
23. 1 2 3 4 5  Maxwell (20 February 1975)
24. ↑  〈由 DHL 到 Uber — 創新嘅嘢　官僚識條鐵咩〉（2015年8月12日）
25. 1 2  Earnshaw (2 March 1975)
26. 1 2  〈郵務司魏達賢澄清郵務法案疑點〉（1975年2月25日）
27. 1 2 3  "New Bill will not hinder air freight services" (25 February 1975)
28. ↑  Postal service amendments of 1978: hearings before the Subcommittee on Energy, Nuclear Proliferation, and Federal Services of the Committee on Governmental Affairs, United States Senate, Ninety-fifth Congress, second session, on S. 3229 and H.R. 7700 (1978), p.863.
29. 1 2 3  "Major changes to Post Office Bill" (29 May 1975)
30. ↑  〈新郵務法案如實施，商業活動將受打擊〉（1975年6月6日）
31. 1 2 3  〈商業團體機構昨開會，反對通過新郵政法案〉（1976年10月15日）
32. 1 2 3  〈社論：新郵政法案作繭自縛〉（1976年10月23日）
33. ↑  McGregor (15 October 1976)
34. 1 2  "Now Addi says 'no'" (20 October 1976)
35. 1 2 3 4 5 6 7 8 9 10  Lee (21 October 1976)
36. ↑  〈因工商界劇烈反對，新郵政法案無限期延擱〉（1976年10月22日）
37. ↑  "Addi won't say anything more" (26 October 1976)
38. ↑  Miners (1981), pp.135-136.
39. 1 2 3 4  〈郵局脫離政府獨立不切實際有害無益〉（1976年5月7日）
40. 1 2  Hong Kong Annual Report 1973 (1974), p.144.
41. 1 2  〈本港郵政司魏達賢在英權充郵差〉（1973年9月13日）
42. 1 2 3 4 5  Hong Kong Annual Report 1974 (1975), p.149.
43. ↑  Hong Kong Annual Report 1975 (1976), p.145.
44. ↑  Hong Kong Annual Report 1976 (1977), p.149.
45. ↑  Report of the Public Accounts Committee on the Reports of the Director of Audit on the Accounts of the Government of the Hong Kong Special Administrative Region for the Year Ended 31 March 2015 and the Results of Value for Money Audits (Report No. 65) (February 2016), pp.170 & 198.
46. ↑  《香港郵政集郵目錄第一冊》（2004年第3版），第1.17頁。
47. 1 2  〈香港郵票目錄〉（造訪於2019年8月8日）
48. ↑  《香港郵政集郵目錄第一冊》（2004年第3版），頁2.16至2.26。
49. ↑  〈香港郵政總局集郵部開幕〉（1975年1月17日）
50. ↑  〈中國氣象考察組應邀參觀天文台〉（1976年3月4日）
51. 1 2  "Canton trip 'fruitful' - Addi" (5 March 1977)
52. ↑  "Addi to retire" (9 November 1976)
53. ↑  〈加郵務官員來港送別前郵務司魏達賢榮休〉（1977年3月23日）
54. 1 2 3  Newman (22 March 2002)
55. 1 2  "Intro" (retrieved on 3 June 2004)
56. ↑  "California Death Index, 1940-1997: Malki Addi" (retrieved on 8 August 2019)

### 中文資料
- 〈符偉略明春將退休，魏達賢繼任郵政司〉，《香港工商日報》第四頁，1970年12月30日。
- 〈郵政總局新廈四月動工〉，《華僑日報》第三張第一頁，1973年2月19日。
- 〈本港郵政司魏達賢在英權充郵差〉，《華僑日報》第二張第二頁，1973年9月13日。
- 〈香港郵政總局集郵部開幕〉，《華僑日報》第三張第一頁，1975年1月17日。
- 〈郵務司魏達賢澄清郵務法案疑點〉，《華僑日報》第二張第一頁，1975年2月25日。
- 〈新郵務法案如實施，商業活動將受打擊〉，《大公報》第一張第三版，1975年6月6日。
- 〈中國氣象考察組應邀參觀天文台〉，《大公報》第二張第四版，1976年3月4日。
- 〈郵局脫離政府獨立不切實際有害無益〉，《華僑日報》第三張第二頁，1976年5月7日。
- 〈商業團體機構昨開會，反對通過新郵政法案〉，《大公報》第二張第五版，1976年10月15日。
- 〈因工商界劇烈反對，新郵政法案無限期延擱〉，《香港工商日報》第八頁，1976年10月22日。
- 〈社論：新郵政法案作繭自縛〉，《香港工商日報》第二頁，1976年10月23日。
- 〈潘富達升郵政司〉，《香港工商日報》第七頁，1976年11月9日。
- 〈加郵務官員來港送別前郵務司魏達賢榮休〉，《香港工商日報》第五頁，1977年3月23日。
- 〈潘富達繼任郵政署長〉，《香港工商日報》第五頁，1979年8月21日。
- 《香港郵政集郵目錄第一冊》。香港：香港郵政署長，2004年第3版。ISBN 978-9-88121-251-1
- 〈為紀念國際郵件中心三月八日關閉而發行的正式紀念封和立體卡（附圖） （页面存档备份，存于）〉，《香港政府新聞公報》。香港：政府新聞處，2014年2月21日。
- 〈關閉國際郵件中心郵政局 （页面存档备份，存于）〉，《香港政府新聞公報》。香港：政府新聞處，2014年2月28日。
- 〈由 DHL 到 Uber — 創新嘅嘢　官僚識條鐵咩 （页面存档备份，存于）〉，《立場新聞》，2015年8月12日。
- 〈重置郵政總局 16億撥款獲通過 （页面存档备份，存于）〉，《頭條日報》，2018年10月20日。
- 〈關於我們：舊郵政總局大樓 （页面存档备份，存于）〉，《香港郵政》，造訪於2019年8月8日。
- 《香港郵票目錄 （页面存档备份，存于）》，造訪於2019年8月8日。

### 英文資料
- The Colonial Office List.  Great Britain: H.M. Stationery Office, 1966.
- Lee, P. C., Hongkong Album. Hong Kong: P.C. Lee., 1966.
- Hong Kong Annual Report 1971. Hong Kong: Government Press, 1972.
- Hong Kong Annual Report 1972. Hong Kong: Government Press, 1973.
- Hutcheon, Robin, "GPO building is bursting at the seams", The South China Morning Post, 12 March 1973.
- Hong Kong Annual Report 1973. Hong Kong: Government Press, 1974.
- Hong Kong Annual Report 1974. Hong Kong: Government Press, 1975.
- Official Report of Proceedings （页面存档备份，存于）. Hong Kong: Hong Kong Legislative Council, 5 February 1975.
- Maxwell, Bruce, "Post Office Bill held back for comment", The South China Morning Post, 20 February 1975, p.21.
- Earnshaw, Graham, "Storm grows over Post Office Bill", The South China Morning Post, 23 February 1975, p.5.
- "New Bill will not hinder air freight services", The South China Morning Post, 25 February 1975, p.6.
- Earnshaw, Graham, "Letter of the law clarified", The South China Morning Post, 2 March 1975, p.7.
- "Major changes to Post Office Bill", The South China Morning Post, 29 May 1975, p.5.
- Hong Kong Annual Report 1975. Hong Kong: Government Press, 1976.
- McGregor, J.D., "Govt should delay action on Bill", The South China Morning Post, 15 October 1976, p.11.
- "Now Addi says 'no'", The South China Morning Post, 20 October 1976, p.1.
- Lee, Dinah, "When is a letter a letter?", The South China Morning Post, 21 October 1976, p.23.
- "Addi won't say anything more", The South China Morning Post, 26 October 1976, p.9.
- "Addi to retire", The South China Morning Post, 9 November 1976, p.7.
- Hong Kong Annual Report 1976. Hong Kong: Government Press, 1977.
- "Canton trip 'fruitful' - Addi", The South China Morning Post, 5 March 1977, p.5.
- Hong Kong Annual Report 1977. Hong Kong: Government Press, 1978.
- Postal service amendments of 1978: hearings before the Subcommittee on Energy, Nuclear Proliferation, and Federal Services of the Committee on Governmental Affairs, United States Senate, Ninety-fifth Congress, second session, on S. 3229 and H.R. 7700. U.S. Government Printing Office, 1978.
- Miners, Norman, The Government and Politics of Hong Kong. Hong Kong: Oxford University Press, 1981.
- Who's Who in California: The Fourteenth Edition 1983.  United States: Who's Who Historical Society, 1983.
- Newman, Deirdre, "Commission decision puts travel agents on defensive （页面存档备份，存于）", Daily Pilot, 22 March 2002.
- Report of the Public Accounts Committee on the Reports of the Director of Audit on the Accounts of the Government of the Hong Kong Special Administrative Region for the Year Ended 31 March 2015 and the Results of Value for Money Audits (Report No. 65) （页面存档备份，存于）. Hong Kong: Public Accounts Committee of the Legislative Council, February 2016.
- "Intro", Sunflower Travel, retrieved on 3 June 2004.
- "California Death Index, 1940-1997: Malki Addi", FamilySearch, retrieved on 8 August 2019. (Electronic version. Subscription via the Wikipedia Library)

## 延伸閱讀
- 《郵政署條例 （页面存档备份，存于）》（香港法例第98章）[現行生效版本]
- 《郵政局條例 （页面存档备份，存于）》（香港法例第98章）[香港法例1950年編正版]

## 外部鏈結
- 香港郵政（郵政署） （页面存档备份，存于）
- 香港郵票目錄 （页面存档备份，存于）
- Sunflower Travel
- When Hong Kong's old General Post Office made way for a modern building on Central reclamation （页面存档备份，存于） (South China Morning Post)

| 政府职务      | 政府职务                       | 政府职务      |
| ------------- | ------------------------------ | ------------- |
| 前任： 符偉略 | 香港郵政司 1971年3月–1977年3月 | 繼任： 潘富達 |